# Kelly Youga
Kelly Alexandre Youga (Bangui, 22 settembre 1985) è un ex calciatore centrafricano, di ruolo difensore.

## Biografia
Anche suo fratello Amos è un calciatore. Inoltre, è lo zio di Willem Geubbels, anch'egli calciatore.

## Carriera

### Club
Inizia a giocare in Francia con l'Olympique Lione 2, ovvero la squadra riserve dell'Olympique Lione. Nel 2005, viene ceduto alla società inglese del Charlton, tuttavia non riesce a trovare spazio, e così viene girato in prestito a Bristol City, Bradford City e Scunthorpe Utd nei prossimi tre anni. Quindi nel 2008 inizia a giocare con regolarità, fino al 2011, anno in cui viene svincolato. Nel 2012, firma un contratto con lo Yeovil Town, che lo svincola nello stesso anno. Sempre nel 2012, firma un contratto con l'Ipswich Town, dove non gioca nessuna partita, e successivamente viene svincolato. Nel 2013, firma un contratto con l'AFC Wimbledon, che decide di svincolarlo nello stesso anno. Nel 2014, si trasferisce in Cina al Qingdao Hainiu. Nel 2015, torna in Inghilterra, firmando un contratto con il Crawley Town. Nel 2017, torna in Francia, firmando un contratto con lo Jura Sud, dove chiude la sua carriera.

### Nazionale
Tra il 2012 e il 2016 ha giocato quindici partite con la nazionale centrafricana.